# Kremencsuki-víztározó
A Kremencsuki-víztározó (ukránul: Кременчуцьке водосховище) a Dnyeper folyó legnagyobb víztározója, egyben egész Ukrajna legnagyobb tava. A Kremencsuk városáról elnevezett mesterséges víztározó területe 2250 négyzetkilométer, amely a közép-ukrajnai Poltavai, Cserkaszi és Kirovohradi területek határán található, mérete miatt néha tengerként is hivatkoznak rá.

## Jellemzői
A tározót 1959-ben hozták létre, amikor a kremencsuki vízerőművet építették. A víztömeg elöntötte az egész Novoheorhijivszki járást, több mint 200 lakott település került víz alá, köztük olyan történelmi helyek, mint Kriliv vagy Novoheorhijivszk. A kitelepítések mintegy 133 000 embert érintettek.
A tározó 149 km hosszú, 28 km széles, átlagos mélysége 6 méter, a legnagyobb pedig 28 méter. Partvonalának hossza közel 800 km. A teljes víztérfogata 13,5 km³, így ugyan területre a legnagyobb, ám térfogat alapján van nála nagyobb ukrán tározó. Elsősorban öntözésre, árvízvédelemre, halászatra és a belvízi hajózásra használják. A víztározón található főbb kikötők Cserkaszi és Szvitlovodszk. A Szula folyó a tározóba torkollik, számos szigettel rendelkező deltát alkotva annak északi részén.

## Fordítás
- Ez a szócikk részben vagy egészben  a   Kremenchuk Reservoir című angol Wikipédia-szócikk ezen változatának fordításán alapul.  Az eredeti cikk szerkesztőit annak laptörténete sorolja fel. Ez a jelzés csupán a megfogalmazás eredetét és a szerzői jogokat jelzi, nem szolgál a cikkben szereplő információk forrásmegjelöléseként.